# 尼利鎮區 (密蘇里州巴特勒縣)
尼利鎮區（英語：Neely Township）是位於美國密蘇里州巴特勒縣的一個行政鎮區。

## 地方資料
尼利鎮區的面積為155.15平方千米，當中陸地面積為155.05平方千米，而水域面積為0.10平方千米。根據2020年美國人口普查的數據，當地共有人口878人，而人口密度為每平方千米5.66人。